# Claiborne & Polk
La Claiborne & Polk era una linea ferroviaria locale degli Stati Uniti d'America
che venne costruita nel 1941 per l'esercitazione dei ferrovieri militarizzati nell'esercito americano.
Univa i terminali di Camp Claiborne e Fort Polk.
La lunghezza era di circa 70 km e la costruzione avvenne per esercitazione delle truppe iniziando nell'autunno 1941 e terminando nel luglio 1942.
Venne costruita con materiali usati e scarsa accuratezza, i ponti erano di legno costruiti sul posto con il legname appena tagliato, in caso di forti piogge era necessaria l'interruzione della linea.
Su questa linea fecero esercitazione gran parte dei reparti del Military Railway Service dell'esercito americano.
La linea venne smantellata nel 1945, il materiale venne accantonato in magazzini dell'esercito e non ne rimane pressoché nulla.
Dai soldati venne soprannominata "Crime and Punishment".